# Maulévrier-Sainte-Gertrude
 Maulévrier-Sainte-Gertrude  es una población y comuna francesa, en la región de Alta Normandía, departamento de Sena Marítimo, en el distrito de Ruan y cantón de Caudebec-en-Caux.

## Demografía
| 572 | 621 | 685 | 905 | 922 | 905 |
| Para los censos de 1962 a 1999 la población legal corresponde a la población sin duplicidades (Fuente: INSEE [Consultar]) |     |     |     |     |     |